# Life Moves Pretty Fast: The Lessons We Learned From Eighties Movies
 Life Moves Pretty Fast: The Lessons We Learned from Eighties Movies - es un libro de ensayo escrito por Hadley Freeman. En el libro se realiza un análisis al cine de los ochenta y su influencia en el pensamiento colectivo desde una perspectiva de género, raza o clase social. 
Fue editado en castellano por Blackie Books bajo el título The Time of My Life en octubre de 2016. El título en España hace referencia al tema principal de la banda sonora de Dirty Dancing, mientras que el original cita la frase de la película Ferris Bueller's Day Off.